# Emi-Simone Zawall
Emi-Simone Zawall, född 4 juni 1981, är en svensk essäist, översättare från polska, litteraturkritiker och redaktör för tidskriften Essä. Hon skriver regelbundet litteraturkritik på Svenska Dagbladets (SvD) kultursidor, och har ett specialintresse för polsk litteratur. Hon har bland annat översatt verk av Bruno Schulz från polska till svenska.
Zawall är även engagerad i Marcel Proust-sällskapet, bland annat som ordförande, samt som förläggare på bokförlaget Drucksache. Hon har även varit adjunkt på förlagsutbildningen på Stockholms universitet (SU).

### Som redaktör
- En plats i tiden : föredrag och artiklar om Marcel Proust, 2013
- Proust V : föredrag och artiklar om Marcel Proust, 2018, tillsammans med Maria Kronborg

### Översättningar
- Margot, Michał Witkowski, från polska tillsammans med Stefan Ingvarsson 2011[9]
- Brev, essäer, noveller, Bruno Schulz, från polska 2016[5]
- Medaljonger, Zofia Nałkowska, från polska 2017[10]

## Priser och utmärkelser
- Natur & Kulturs särskilda stipendium, 2018